# Mikoyan-Gurevich MiG-17
Il Mikoyan-Gurevich MiG-17 (in russo Микояна и Гуревича МиГ-17?, nome in codice NATO Fresco) fu un aereo da caccia multiruolo monomotore a getto di prima generazione, monoposto e monoplano ad ala media a freccia, progettato dall'OKB 155 diretto congiuntamente da Artëm Ivanovič Mikojan e Michail Iosifovič Gurevič e sviluppato in Unione Sovietica tra la fine degli anni quaranta e i primi anni cinquanta.
Evoluzione del MiG-15 e realizzato per dotare l'URSS di un velivolo multiruolo, oltre che nel ruolo di caccia tattico anche quello di caccia intercettore ognitempo, venne impiegato nelle sue varie versioni, anche da ricognizione fotografica e da addestramento biposto, principalmente da Voenno-vozdušnye sily (V-VS), aeronautica militare, Vojska protivovozdušnoj oborony (PVO) (difesa aerea) e Aviacija voenno-morskogo flota, aviazione navale dell'Unione Sovietica, ma anche massicciamente esportato e utilizzato da numerose forze aeree filosovietiche, coinvolto in numerosi conflitti, e rimanendo operativo per gran parte della fine del XX secolo nelle più importanti aviazioni militari, estendendo la sua operatività in quelle minori anche all'inizio del XXI secolo.
Alla produzione sovietica si aggiungono gli esemplari costruiti su licenza in Cina, indicati localmente come J-4, J-5 e JJ-5 a seconda delle versioni, e Polonia, dalla WSK-PZL, indicati localmente come LIM, dal LIM-2 al LIM-6 a seconda della versione. La corrispondenza, seppur con minime variazioni negli allestimenti e nella propulsione, era pressoché indistinguibile dagli osservatori NATO con quelli di produzione sovietica, continuando a identificarli con il nome in codice Fresco.

## Progettazione
La filosofia sovietica era, generalmente, di ideare un disegno di massima, realizzarlo velocemente e successivamente migliorarlo e modificarlo durante la produzione. Se qualcosa funzionava bene, il passo successivo era di renderlo più efficiente.
Nel 1949, l'OKB Mikoyan-Gurevich fu incaricato di progettare un derivato del MiG-15 che avesse prestazioni migliori e che fosse sia un caccia multiruolo sia un caccia intercettore ognitempo. I progettisti crearono così una nuova ala per il vecchio MiG-15, con angolo di freccia di 45° invece degli originali 35°, e procedettero a modificare il MiG-15bis con la nuova ala. Il nuovo modello fu denominato sia MiG-15bis 45 che I-330, poi Izdelie SI (progetto SI) e furono costruiti due prototipi.
Il primo prototipo fu provato in volo il 14 gennaio 1950, con il pilota collaudatore I. T. Ivaščenko ai comandi.
Visto di fianco l'SI assomigliava moltissimo al MiG-15bis, con lo stesso andamento della linea del cupolino e lo stesso tipo di carrello, di armamento e avionica. La parte posteriore della fusoliera era allungata di 90 cm e la deriva, simile a quella del MiG-15bis era più grande. Le differenze sia dell'allungamento della fusoliera sia della deriva più grande non erano molto evidenti, quanto invece la pinna ventrale sotto al motore.
Visto in pianta, le similitudini col predecessore erano molto meno marcate. La nuova ala a freccia aveva la configurazione a "scimitarra", con un angolo iniziale di 49° nella metà vicina alla radice e finale di 45,5° nella metà più estrema. La nuova ala aveva anche un'area maggiore del 10% e un angolo diedro negativo di 3° e non di 2° come sul MiG-15, mentre l'angolo di calettamento restava di un grado. Inoltre erano presenti tre piastre antiscorrimento sul dorso invece che due. La freccia dei piani di coda era di 45° e non più 40°.
Il primo prototipo si dimostrò effettivamente migliore del MiG-15bis, sebbene avesse un raggio d'azione leggermente inferiore. L'SI lo si pilotava in volo anche più facilmente ed era più agile, ma i comandi erano un po' più duri. C'erano d'altra parte alcuni difetti: infatti, il 17 marzo 1950, il prototipo iniziò una picchiata senza controllo e in pochi secondi si distrusse al suolo non lasciando scampo a Ivaščenko.
Fortunatamente per il programma, il secondo prototipo era già pronto per le prove di volo e i collaudi procedettero senza interrompersi.
L'aereo di preserie, in configurazione caccia multiruolo, volò nel 1951 e lo stesso anno fu messo in servizio col nome di MiG-17, Fresco per l'Occidente. Tanta era l'urgenza che furono messi in produzione ancor prima che i collaudi fossero terminati, col primo aeroplano di serie uscito di fabbrica nel 1952. Questo montava grossi aerofreni in coda, una avionica aggiornata e un sistema elettrico di accensione del motore che era stato installato anche sull'ultimo prototipo.

## Impiego operativo

### Medio Oriente

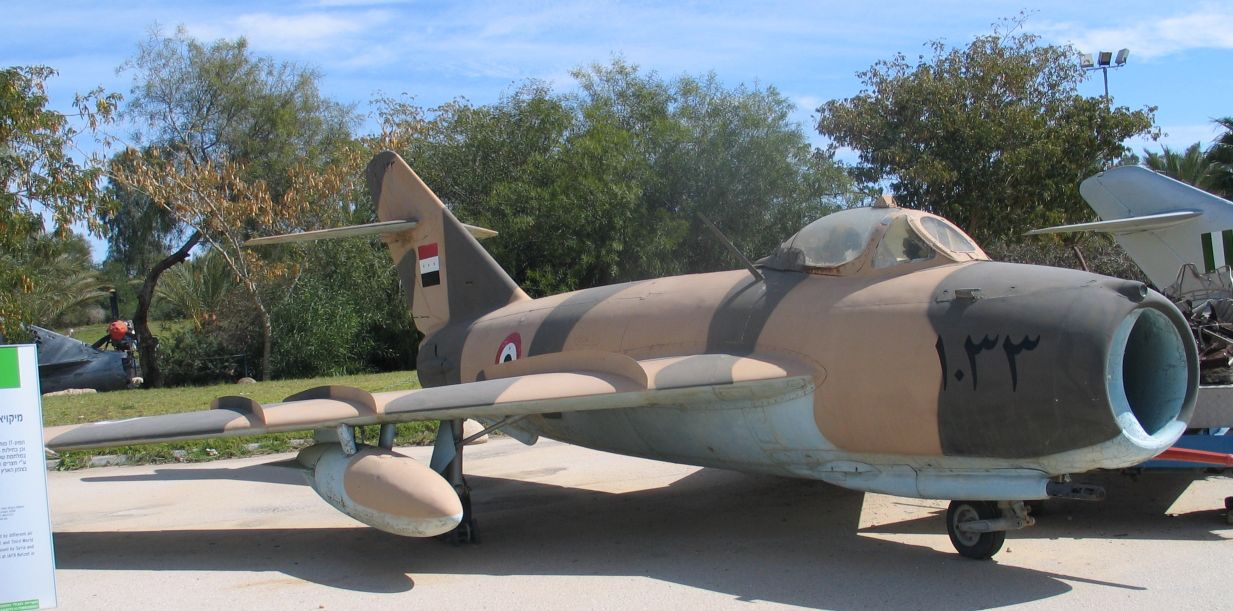
MiG-17 iracheno, base aerea di Hatzerim, Israele. 2006

Durante gli anni cinquanta il MiG-17 e il MiG-17F sostituirono il MiG-15 nella prima linea della V-VS, mentre il MiG-17P e il MiG-17PF iniziavano a diventare l'intercettore della Vojska protivovozdušnoj oborony SSSR.
Due MiG-17 ebbero il "battesimo del fuoco" il 29 luglio 1953, quando un Boeing RB-50 penetrò nello spazio aereo sovietico vicino a Vladivostok. Il Boeing fu abbattuto e ufficialmente tutto l'equipaggio morì, ma vi furono voci che qualcuno dei piloti sopravvisse, fosse stato interrogato e poi giustiziato. I due piloti dei MiG furono decorati per l'azione. Vi furono occasionali contatti tra i MiG-17 e velivoli intrusi per tutto il resto del decennio. Agli inizi del 1956 ebbero un'esperienza nel tentativo di intercettare gli aerei spia Lockheed U-2 che sorvolavano l'Unione Sovietica. Un U-2 volava così ad alta quota che semplicemente un MiG-17 non poteva avvicinarglisi.
La squadra "rosso cinque" della V-VS si trasferì sui MiG-17F nella metà degli anni 1950, ma dato che volavano su nove aeroplani, l'appellativo di "rosso cinque" non era più tanto appropriato. Nel 1960 il MiG-17 fu spostato in seconda linea nella V-VS, mentre la versione MiG-17AS era impiegata nel ruolo d'attacco. Inevitabilmente i più vecchi MiG-17 furono utilizzati come bersagli durante gli anni sessanta e oltre. Alcuni MiG-17 restarono in servizio con la DOSAAF durante gli anni ottanta.
Come il MiG-15, il MiG-17 fu ampiamente esportato verso i Paesi satelliti o "clienti" degli URSS. I MiG-17 cinesi, chiamati J-5, combatterono con una grande varietà di aeroplani di Taiwan già dalla fine degli anni cinquanta, con abbattimenti e perdite da ambo le parti. Malgrado ciò il grosso dei combattimenti del MiG-17 ebbe luogo in Medio Oriente e nell'Estremo Oriente.
Gli egiziani volavano con il MiG-17 durante la guerra contro inglesi, francesi e israeliani per il canale di Suez nel 1956, contro i Dassault Mystère IV degli israeliani. Entrambi gli schieramenti soffrirono di perdite, ma leggendo attraverso l'inevitabile propagandismo nazionale, sembra che gli impreparati piloti egiziani ebbero la peggio, sebbene il MiG e il Mystère fossero macchine sostanzialmente equiparabili. Si sa che il 31 ottobre 1956, il capitano Yakov Nevo, dell'aeronautica israeliana, e il suo compagno di volo, imbattutisi in tre MiG-17F egiziani, riuscirono ad abbatterne uno. Era il primo abbattimento di un MiG-17.
Dopo la guerra del 1956, sia egiziani sia siriani acquistarono altri MiG-17. Negli anni a seguire, malgrado questi due operatori avessero a disposizione nuove macchine dall'URSS, continuarono a tenere il MiG-17 in prima linea, ingaggiando occasionalmente scontri con i caccia israeliani. Il MiG-17 era comunque significativamente inferiore rispetto ai più avanzati caccia israeliani, ma tuttavia restava un degno avversario e in certe occasioni riuscì in qualche abbattimento. I MiG-17 egiziani combatterono anche nella guerra civile dello Yemen del Nord tra il 1962 e il 1967, concentrandosi sul supporto alle truppe di terra, ma in qualche occasione si scontrarono contro gli Hawker Hunter della RAF basati ad Aden.
Il MiG-17 giocò un ruolo anche nella guerra dei sei giorni, ma come "bersaglio", infatti la maggior parte della flotta aerea egiziana venne distrutta a terra e gli apparecchi sopravvissuti non avevano grandi possibilità di sopravvivenza una volta decollati. Il MiG-17 rimase in servizio nelle forze aeree arabe fino agli anni settanta, ma non aveva un ruolo in prima linea. Gli israeliani conoscevano ormai assai bene il Fresco, avendone catturato un paio nel 1970 quando due piloti siriani, evidentemente disorientati, atterrarono su una pista israeliana. Sembra che siano stati sviati da un controllore di volo israeliano che parlava arabo.
I MiG-17 si distinsero nella guerra del Kippur come supporto alle truppe di terra. Gli aerei siriani operavano con difficoltà, ma gli egiziani avevano impedito agli israeliani la superiorità aerea sul Sinai attraverso l'ombrello di missili terra-aria (SAM) che permettevano ai loro aeroplani d'attacco al suolo di operare con considerevole successo. I MiG-17 adottavano rastrelliere per otto razzi sotto le ali e due piloni sotto la fusoliera per piccole bombe.

### Estremo Oriente
L'apice della carriera del MiG-17 arrivò in Estremo Oriente. Quando gli Stati Uniti iniziarono la guerra aerea contro il Vietnam del Nord nel 1964 e, più energicamente nel 1965, i nordvietnamiti avevano una difesa aerea ben integrata e continuamente aggiornata e migliorata. La spina dorsale di questo sistema difensivo era dato da missile SAM SA-2 (V-75 Dvina) e da un variegato numero di artiglieria antiaerea (AAA), armi sia leggere sia pesanti, dirette da una rete radar.
Questa rete impiegava anche intercettori quali il MiG-17 e, più tardi, il MiG-21. Seguendo la "dottrina sovietica", i caccia vietnamiti erano assolutamente integrati nel sistema di difesa aerea, restando continuamente sotto il controllo della "guida caccia" e del comando aerotattico. Non era loro permesso entrare in zone coperte dai SAM e dalle batterie AAA, nel qual caso sarebbero stati attaccati senza esitazione.
D'altro canto gli statunitensi non consideravano i caccia vietnamiti una grave minaccia, soprattutto se comparati con le batterie di SAM e di AAA, ma proprio a causa di queste ultime, infatti, stavano subendo molte perdite. Le tattiche e le procedure degli statunitensi erano poco efficaci e l'addestramento al combattimento era stato in precedenza molto trascurato. Col tempo però i piloti USA impararono, diventando preda della "MiG fever" (la febbre da MiG), ovvero il desiderio di avere all'attivo quanti più abbattimenti possibile. Ma i nordvietnamiti non resero loro le cose facili, perché anche loro stavano imparando.
Un caccia subsonico quale il MiG-17 non sembrava essere una sfida per l'F-105 e l'F-4 Phantom, ma pochi aeroplani volano in Mach quando sono carichi di bombe o di carburante in serbatoi esterni, quindi, sebbene molto più potenti, i caccia USA mancavano dell'agilità del piccolo MiG. L'F-105 in particolare era definito "lead sled", slitta di piombo. Mentre i vietnamiti avevano il vantaggio di pianificare gli attacchi a loro piacimento, i caccia USA avevano il vantaggio di poter distanziare i lenti MiG-17. Ogni pilota statunitense abbastanza sfortunato da dover combattere in dogfight, combattimento ravvicinato con i soli cannoni, contro un MiG-17, imparò a sue spese quanto fosse efficace il cannone del piccolo monoposto. Infatti, il 4 aprile 1965 due F-105 Thunderchief furono abbattuti a cannonate dai MiG-17. Molti piloti USA consideravano il MiG-17 molto più pericoloso del meno manovrabile e supersonico MiG-21.
Bene o male, i piloti USA impararono la lezione e, gradualmente, ebbero finalmente la meglio nel combattimento ravvicinato. Ma i nordvietnamiti adoravano usare piccoli trucchi, quali ad esempio la "tattica a imboscata": un gruppo di caccia volteggiava a bassa quota, mimetizzandosi con la giungla grazie al colore della livrea dei loro apparecchi, per poi salire all'improvviso ad attaccare un gruppo di bombardieri nemici di passaggio e poi scomparire di nuovo. Anche se i MiG non riuscivano ad abbattere alcun aereo, costringevano comunque il nemico a sbarazzarsi del proprio carico di bombe rendendo impossibile l'attacco su un determinato obiettivo. Per evitare questo inconveniente i gruppi di bombardieri erano preceduti da delle "combat air patrols" (CAP), ovvero pattuglie aeree di combattimento, cioè caccia in pattuglia aerea in avanscoperta, chiamati "barrier CAP" (BARCAP),e "free-ranging" (MIGCAP), una ronda.
Un altro trucco era di far volare un MiG in metallo naturale, color acciaio, a bassa quota, dove era molto facilmente individuato dai caccia USA, i quali lo avrebbero inseguito verso un agguato, ovvero altri caccia o batterie SAM o AAA.
Agli inizi della guerra, a causa del timore dell'estendersi del conflitto, le basi aeree del Vietnam del Nord erano proibite agli attacchi aerei dell'USAF. Non essendo questo un criterio molto facile da condividere da parte di alcuni comandanti, qualche volta una base aerea veniva attaccata. A ogni modo i nordvietnamiti si aspettavano sempre di essere attaccati e idearono un ingegnoso piano per correre ai ripari: usavano gli elicotteri da trasporto Mil Mi-6 Hook per sollevare i MiG mimetizzati e spostarli nella giungla. Quando necessario i caccia venivano poi ritrasferiti sulla pista.
Alla fine, la maggior parte delle perdite di aerei USA fu inflitta dalle batterie di SAM e in numero maggiore dall'AAA. Il combattimento aereo restò sempre in secondo piano. Non sorprende nemmeno che gli abbattimenti dichiarati dalle due parti in guerra differiscano di molto: se le fonti USA insistono sul fatto che il rapporto di vittorie in combattimento aereo sia nettamente a loro favore (per es. i piloti di F-105 abbatterono 26 MiG-17 e 6 elicotteri nemici), le fonti avversarie affermano il contrario. La maggior parte dei piloti nordvietnamiti era addestrata a rispettare gli ordini e a mostrare poca iniziativa, come era lo stile sovietico, ma tra loro si trovavano anche alcune stelle di prima grandezza. Stranamente le gesta del più famoso pilota nordvietnamita, il colonnello Tomb, restano tra il mito e la realtà. Non ci sono dettagli su di lui, quindi si crede che in realtà siano storie di più piloti o più che altro una fabbricazione della propaganda o ancora una "leggenda urbana" creata dai piloti USA.
Una delle più notizie interessanti in merito al MiG-17 in servizio nell'Estremo Oriente è il fatto che la Cambogia usò questo apparecchio contro i comunisti nel 1970 e che alcuni MiG-17 operarono in alcune basi del Vietnam del Sud dopo esservi stati portati da alcuni disertori. Pare che qualche MiG-17 fosse stato visto parcheggiato accanto a qualche Phantom.

### Africa
L'Africa fu un altro campo di battaglia per il MiG-17, cominciando con la guerra civile nigeriana del 1969. Varie nazioni arabe erano passate al MiG-17 e così pure il governo nigeriano filo-arabo che lo utilizzò contro la regione cristiana del Biafra. I biafrani non possedevano alcun caccia, ma avevano alcuni AAA e colpirono almeno un MiG-17 danneggiandolo tanto gravemente che non volò più.
I biafrani avevano anche il supporto di un mercenario svedese, conte Carl Gustav von Rosen, che comandava un piccolo gruppo di MFI-9B svedesi, piccoli aeroplani da turismo, su cui erano adattati lanciarazzi. Gli MFI-9B distrussero almeno un MiG-17F al suolo in uno dei loro attacchi, così come altri aeroplani del governo nigeriano. Comunque la gran parte delle perdite era dovuta a incidenti, dato che i piloti nigeriani erano poco addestrati. Il governo alla fine schiacciò gli insorti nel 1970.
Il MiG-17 fu protagonista anche di qualche schermaglia tra Etiopia e Sudan alla fine degli anni settanta, usato e abbattuto da ambo le parti. Il MiG-17 ha anche combattuto nelle rivoluzioni di altri Paesi africani. I Fresco furono usati anche nel ruolo di supporto tattico dal governo afgano nella guerra contro i Mujahedin insorti negli anni ottanta. Il regime filo-sovietico non era affatto popolare e spesso i piloti si rifugiavano in Pakistan con l'aereo, anche se vi è stato solo un caso accertato.
Molti aerei di questo tipo volano ancora oggi, ma non più nelle forze armate, ma negli aeroclub. Infatti il MiG-17, come il MiG-15 prima di lui, è un aereo robusto, facile da manutenere, molto agile e facile da pilotare. Molti di questi "costosi giocattoli" fanno bella mostra in air show e dimostrazioni.

## Varianti
SIPrototipo.
SPPrototipo del MiG-17P.
SFPrototipo del MiG-17F.
MiG-17(Fresco A) prima versione di serie.
MiG-17A(Fresco A)Il MiG-17 Fresco A ricevette continui aggiornamenti in servizio, come avionica sempre più moderna e aggiornamenti al motore VK-1A, che manteneva la spinta del VK-1 originale ma ne aumentava la affidabilità. Le macchine che montavano il nuovo motore spesso venivano chiamate ufficiosamente MiG-17A. Un nuovo seggiolino eiettabile fu messo in produzione dal 1953, adottava delle protezioni per le gambe, per il viso e stabilizzatori per evitare che il seggiolino dondolasse. Fu aggiunto anche uno specchietto retrovisore montato sul cupolino. Si provò a eseguire lo stesso aggiornamento sul MiG-15, ma vari problemi quali il congelamento ad alta quota, ne resero impossibile l'adozione sui MiG-15 di serie. Furono montati anche aerofreni più grandi.
SP-2Lo sviluppo del MiG-17 includeva anche il progetto di un intercettore ognitempo provvisto di radar. Un solo prototipo SP-2 (perechvatčik, intercettore) volò nel 1951 con una antenna radar Korshun (коршун, nibbio), una versione migliorata del Toriy provata precedentemente sul MiG-15bis.
Il sistema radar era praticamente lo stesso montato sul MiG-15bis, ma al MiG-17 rimase a bordo solo in cannone da 37 mm, mentre furono smontate le mitragliatrici. Il risultato di questa prova fu lo stesso ottenuto per il MiG-15bis: il radar Korshun era troppo complicato per essere utilizzato con efficacia. L'aeroplano fu messo da parte per sviluppi futuri.
MiG-17P Fresco BLe prove per il radar Izumrud RP-1 con il MiG-15bis erano andate bene e cinque prototipi di MiG-17 con lo RP-1 erano uscite di fabbrica e avevano volato nel 1952. L'installazione era praticamente la stessa del 15, con l'antenna di scoperta montata sul labbro superiore della presa d'aria e l'antenna di inseguimento in un duomo sulla piastra divisoria all'interno della presa stessa. Sia la cabina sia il cupolino furono modificati per ospitare lo schermo radar e il cannone da 37 mm fu rimpiazzato con un terzo NR-23, con 100 colpi per ciascuna delle tre armi.
I collaudi andarono bene e l'intercettore fu messo in produzione come MiG-17P. Una volta in servizio fu battezzato dagli occidentali col nome in codice "Fresco B", anche se il MiG-17F Fresco C aveva già volato ed era già entrato in produzione. Al radar RP-1 fu dato il nome di "Scan Odd", che potremmo tradurre con "scansione strana", seguendo la tendenza di dare nomi eccentrici ai radar. In servizio, un MiG-17P era guidato sul bersaglio sotto stretto controllo da terra, da parte della "guida caccia", mentre il pilota effettuava solo l'attacco una volta acquisito il bersaglio. Lo RP-1 non aveva il raggio d'azione o la sofisticazione per trovare un bersaglio da solo. Sembra anche che l'affidabilità del Izumrud in missione fossa assai limitata, come d'altra parte un po' tutte le apparecchiature tanto avanzate dell'epoca.
Durante tutta la produzione, il MiG-17P fu modificato nell'armamento, alcuni modelli avevano solo due NR-23, mentre altri avevano anche un NR-37. Il MiG-17P fu anche il primo caccia monoposto dotato di un radar in URSS che entrò nel servizio attivo. Era in forza alla Vojska protivovozdušnoj oborony SSSR, Protivo-Vozdushnoy Oborony, la difesa anti-aerea nazionale sovietica, una forza armata divisa dalla V-VS, e dalla aeronautica della marina militare. Non sembra che sia mai stato impiegato dalla V-VS.

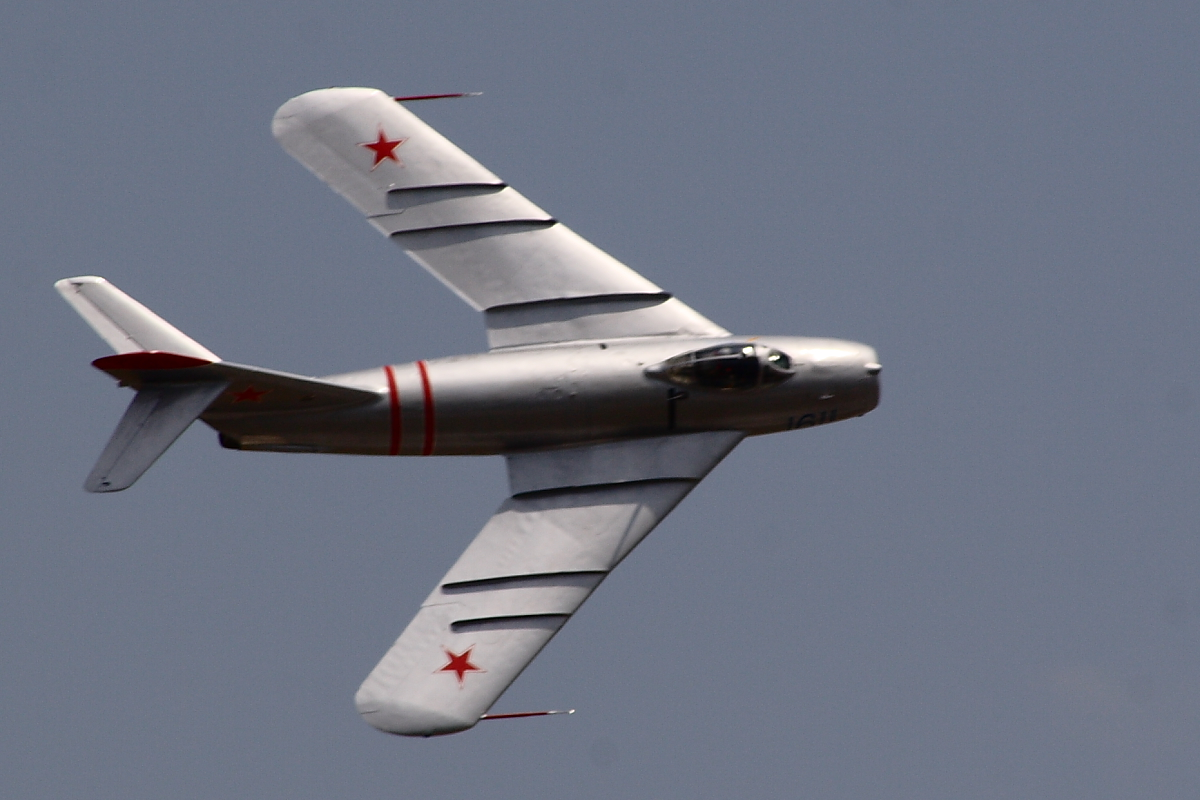
MiG-17F

MiG-17F Fresco CQuando fu disponibile il VK-1F (forsag, postcombustione) il nuovo motore con postbruciatore con 33,16 kN o 3 380 kg di spinta. Un prototipo con a bordo il nuovo motore, lo SF, una strana miscela di ala e coda del MiG-17 e presa d'aria del MiG-15, volò il 29 settembre del 1951, con il collaudatore A. N. Chernoborov ai comandi.
Il nuovo aereo era molto simile al Fresco A, la differenza maggiore era nell'ugello a geometria variabile che non era annegato nella fusoliera, e gli aerofreni modificati, il tutto probabilmente per la nuova camera di postcombustione. Mentre la velocità massima era aumentata di poco, la velocità di salita e la tangenza pratica diventarono più alte. Il prototipo fu messo in produzione come MiG-17F, Fresco C per l'Occidente.
Altri aggiornamenti furono eseguiti sul MiG-17F durante la produzione, come un radar collimatore SRD-1, identificabile da una piccola antenna sopra la presa d'aria, nonché modifiche al motore e al sistema di alimentazione. Verso la fine del servizio operativo su alcune macchine furono montati gli R-3S o i K-13A (AA-2 Atoll), missili aria-aria a ricerca di calore, una copia del Sidewinder dell'USAF.

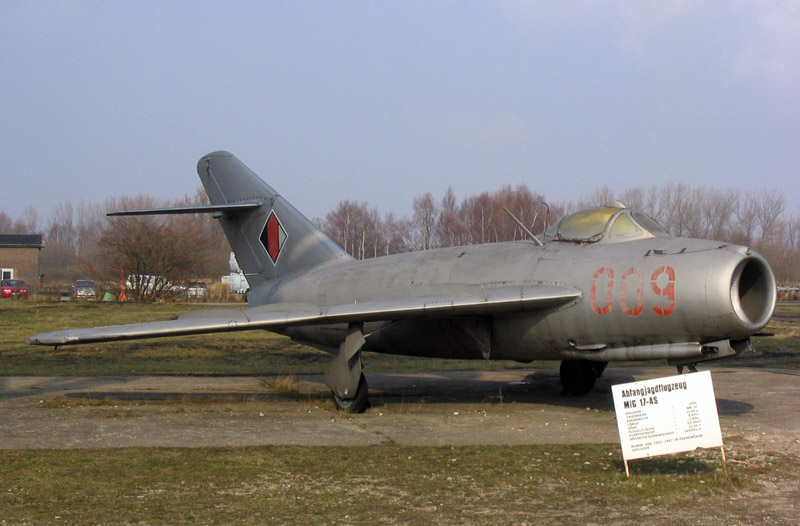
Un MiG-17AS sulla base aerea di Peenemünde

MiG-17AS Fresco CAlla fine della sua carriera in prima linea, il MiG-17F fu utilizzato nel ruolo di supporto tattico o attacco al suolo, montava due piloni, uno per semiala, per agganciare un cilindro lanciarazzi. Questa versione era denominata MiG-17AS e, come per le conversioni del MiG-15bis, era una soluzione ad interim.
MiG-17PF Fresco DCi fu un tentativo di produrre un MiG-17P con un motore VK-1F con postcombustore. Ma le difficoltà nel produrre in grande quantità il propulsore fecero sì che le prime consegne andassero montate solo sul MiG-17F, mentre al MiG-17P restò il VK-1 prima e il VK-1A poi.
Quando i problemi di produzione furono risolti il VK-1F fu montato su un prototipo di MiG-17P che volò l'8 agosto 1952 col pilota collaudatore Georghij A. Sedov. Il prototipo dimostrò un miglioramento sia nella velocità ascensionale sia nella velocità massima, sebbene il VK-1F fosse più pesante e avesse una spinta a secco leggermente minore del predecessore. Infatti diminuirono sia il raggio d'azione sia la velocità di crociera. Malgrado ciò il nuovo aereo fu trovato soddisfacente e la variante venne messa in produzione nel 1953 come MiG-17PF, Fresco D per la NATO.
Il PF adottava anche gli aerofreni modificati del MiG-17F, la cabina modificata e un sistema di avviso radar (RWR) Sirena-2.
Gli ultimi esemplari in produzione disponevano anche di un radar RP-5 Izumrud 2, con un maggiore raggio d'azione e un'antenna di inseguimento più grande.
MiG-17PFG Fresco DVerso la metà degli anni cinquanta alcuni MiG-17PF furono modificati con una radio Gorizont-1 (orizzonte) per il collegamento colla guida caccia. Queste macchine vennero battezzate MiG-17PFG.
MiG-17PM o MiG-17PFU Fresco ENella metà degli anni cinquanta fu introdotto un nuovo modello con missili aria-aria radar guidati. Era il desiderio di tenere il MiG-17 al passo coi tempi e il risultato fu il MiG-17PFU, un MiG-17PF armato con quattro K-5M o RS-2 (AA-1 Alkali per la NATO) e modificato con l'avionica necessaria per la guida del missile e il controllo di tiro. Il cannone venne rimosso.
Ci furono circa 40 PF convertiti in PFU, la NATO diede loro il nome in codice Fresco E. Il missile RS-1 (AA-1 Alkali) era un missile assai primitivo, limitato nel raggio d'azione e nell'affidabilità oltre che nelle prestazioni. Era poco più di una pietra comparato a un missile aria-aria più evoluto. Il Fresco E era usato principalmente per compiti addestrativi per far passare i piloti su intercettori più avanzati.
MiG-17R Fresco CUna versione del MiG-17F da ricognizione tattica fu costruita in pochi esemplari, con la designazione di MiG-17R. Il cannone da 37 millimetri fu rimosso per far posto a una fotocamera SR-2.

## Versioni minori
Ci furono tutta una serie di modifiche del MiG-17 per provare vari tipi di armi, per sperimentare modifiche alla cellula e per aggiornarne l'avionica.
Un MiG-17 Fresco A fu modificato per ospitare un mirino radar ASP-4N Sneg (neve), che era una copia del AN/APG-30 degli USA usato dallo F-86 Sabre. Un modello di questo radar fu smontato da un F-86A che fece un atterraggio di fortuna oltre le linee nemiche in Corea nel 1951. Questo aereo divenne molto simile a un MiG-17 con un muso del Sabre. Ci fu anche una proposta per produrre un F-86 sovietico, ma, non essendo molto sensata, non gli fu dato peso. La concezione degli aeroplani ebbe un grande sviluppo in quel periodo storico, e, quando un eventuale F-86 casalingo fosse stato messo in servizio si sarebbe trovato già obsoleto se comparato ai caccia occidentali o agli stessi concorrenti casalinghi.
Un'altra curiosa modifica era costituita dall'introduzione, su di un prototipo, di quattro lanciarazzi ARO-57-6 Vikhr (turbine) in punta. Questi erano montati internamente, nella posizione che prima occupava l'artiglieria, tanto che sarebbe stato difficile distinguere questo modello da un MiG-17 normale. Ogni lanciarazzi era formato da una canna e un tamburo che ospitava sei razzi da 57 mm con un codino che si apriva una volta sparato il proiettile, per un totale di 24 razzi. Non sono chiari i risultati delle prove in volo, ma certo è che la modifica non fu prodotta in serie.
Come per il MiG-15, fu montata una sonda per il rifornimento in volo sul MiG-17. I risultati furono i medesimi di quelli conseguiti col MiG-15: il meccanismo funzionava, ma non fu adottato in servizio.
SNLa più drastica trasformazione del MiG-17 fu il prototipo SN. Seguendo l'incoraggiante esempio del SU (un MiG-15 modificato) su cui erano montati armi con canne ruotanti, un MiG-17 Fresco A fu modificato con un naso che ospitava tre cannoni AM-23 da 23 mm, mentre la presa d'aria era divisa sulle due radici alari. I cannoni potevano ruotare fino a 27,5° sia a destra sia a sinistra, mentre di 9,5° verso il basso. C'era un cannone montato a destra e due cannoni, uno in basso e uno in alto, montati a sinistra. I cannoni potevano essere usati sia per il combattimento aereo sia per gli attacchi al suolo per mezzo di uno speciale mirino.
Quando lo SN fu provato, nel 1953, ci si accorse subito di un problema: quando il cannone sparava in avanti, il naso tendeva a essere spostato in basso, e quando sparava verso il basso il naso tendeva a salire. L'accuratezza di queste armi era piuttosto scarsa. Col senno di poi questa non sembra una sorpresa, ma i buoni risultati ottenuti col MiG-15, dove i due cannoni non erano montati così lontano dal baricentro, incoraggiavano a ben sperare. Inoltre il peso maggiore dello SN peggiorava le prestazioni e la configurazione delle prese d'aria portava il motore al surge. Così, sebbene ad alcuni piloti l'idea piacesse, il progetto venne abbandonato.
SM-1 o I-340Un'altra modifica particolarmente interessante portò a gettare le fondamenta per la successiva generazione di caccia MiG. Agli inizi degli anni cinquanta l'ingegneria motoristica sovietica si affrancò dall'influenza della tecnologia straniera. L'OKB di Aleksandr Aleksandrovič Mikulin sviluppò un nuovo motore a flusso assiale (il VK-1 aveva un compressore centrifugo) con un rapporto potenza-peso migliore e un consumo minore. L'ufficio di Mikoyan e Gurevich considerò l'applicazione di questo motore a un caccia ad alte prestazioni.
Come primo tentativo, un prototipo di MiG-17 Fresco A fu adattato per ospitare due motori a flusso assiale Mikulin AM-5, montati uno accanto all'altro in una "ingrassata" fusoliera. I motori più compatti e l'allargamento della fusoliera permisero una capacità dei serbatoi interni più ampia. La macchina era anche provvista di un parafreno. Il nuovo MiG era inteso come un dimostratore per i nuovi motori e fu battezzato SM-1 o I-340 e volò la prima volta nella primavera del 1952.
Il motore AM-5 era sprovvisto del postcombustore e forniva 19,60 kN (1 920 kg) di spinta, cosicché in due fornivano più potenza di un solo Klimov KV-1F. Gli AM-5 furono poi sostituiti con i più leggeri e potenti AM-5A, con 21,10 kN (2 070 kg) di spinta ciascuno. Fu costruito anche un AM-5F con postcombustore, ma non fu mai montato sullo SM-1.
L'I-340 aveva migliori prestazioni e un più ampio raggio d'azione rispetto a un MiG-17F normale; era capace di superare Mach 1 in volo livellato. I motori erano inaffidabili, quando un motore improvvisamente smetteva di funzionare la pressione in cabina si abbassava di colpo causando al pilota gli inconvenienti del caso. Ma questi motori rappresentavano un nuovo passo nella conquista tecnologica del tempo e qualche difficoltà era prevedibile. L'I-340 non entrò mai in produzione, ma il concetto non fu scartato e servì come base per il progetto del MiG-19.
MiG-17K o MiG-17SDKCome il MiG-9 anche il MiG-17 fu usato per testare il sistema di guida del missile antinave Mikoyan KS-1 Kometa (AS-1 Kennel), con un duomo per il radar sulla punta e un'antenna per il controllo radio sagomata sulla sommità della deriva. Il MiG così modificato poteva prendere il volo sganciato da un Tupolev Tu-16 al quale era collegato sotto la fusoliera. Queste macchine erano denominate MiG-17K o MiG-17SDK, usate sia per lo sviluppo sia per fini addestrativi. Ci furono anche alcune conversioni per saggiare i sistemi di missili a lungo raggio.
MiG-17LLVerso la fine degli anni cinquanta, un MiG-17 Fresco A fu modificato aggiungendo sulle estremità alari dei getti di aria spillata dal motore, al fine di migliorare il controllo del rollio. Era solo una prova per lo sviluppo di un apparecchio a decollo verticale (VTOL). La macchina era chiamata MiG-17LL. La designazione LL (in russo Летающая лаборатория?, Letajuščaja laboratorija, "laboratorio volante") è spesso usata dai sovietici.
MiG-17M e MiG-17MMCome fu per il MiG-15, molti esemplari di MiG-17, alla fine della loro vita operativa, vennero usati come bersagli o come droni. I bersagli volanti non avevano nessuna designazione speciale, ma i droni erano di due tipi, il MiG-17M e il MiG-17MM, con differenti equipaggiamenti. Entrambi mostravano una grossa carenatura ventrale che conteneva l'avionica di controllo, nonché un grosso numero di antenne sparse sulla fusoliera.

## Il MiG-17 in Cina
Il MiG-17 fu costruito su licenza sia in Cina sia in Polonia. Alla fine degli anni cinquanta la PLAAD ottenne un certo numero di MiG-17 sovietici, designati come J-4 o, quando passavano ad altri Paesi, F-4. I cinesi ottennero i piani per il MiG-17F nel 1955, assieme a parti sufficienti per costruire dieci aeroplani e schemi vari. Il primo MiG-17F costruito dai cinesi fu battezzato J-5, o F-5 se esportato. Uno di questi fu sperimentato come bombardiere silurante, ma questa configurazione non venne mai adottata.
La Cina costruì anche il suo MiG-17PF, il J-5A (o F-5A). Ottennero i piani di costruzione nel 1961, ma a causa di contrasti interni al Paese il primo J-5A, prodotto nella fabbrica di Chengdu, non volò prima del 1964, quando cioè il modello era praticamente obsoleto. Un totale di 767 J-5 uscirono di fabbrica sino alla fine della catena di produzione.
Venne anche costruita una versione da addestramento biposto, il JJ-5 o FT-5. Era una specie di ibrido, disponendo della cabina del MiG-15UTI (JJ-2), il motore VK-1A del MiG-17 e gli aerofreni maggiorati del MiG-17F. Aveva anche un labbro superiore della presa d'aria più grande, come quello del MiG-17PF, ma non conteneva alcun radar. Montava un cannone NR-23 in un duomo ventrale. Il primo volo fu compiuto nel 1968, con un modello uscito dalla fabbrica di Chengdu.
Furono costruiti circa 1 061 JJ-5 fino al 1986, esportato in numerosi Paesi. Alcune fonti lo definiscono MiG-17UTI, ma non vi fu mai un aereo con questo nome.

## Il MiG-17 in Polonia

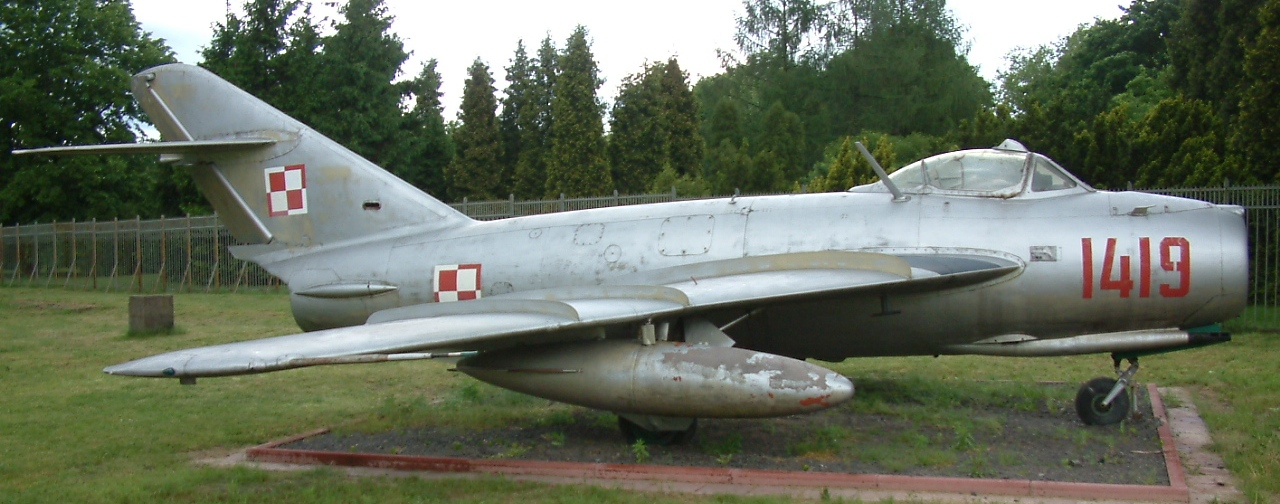
Lim-5

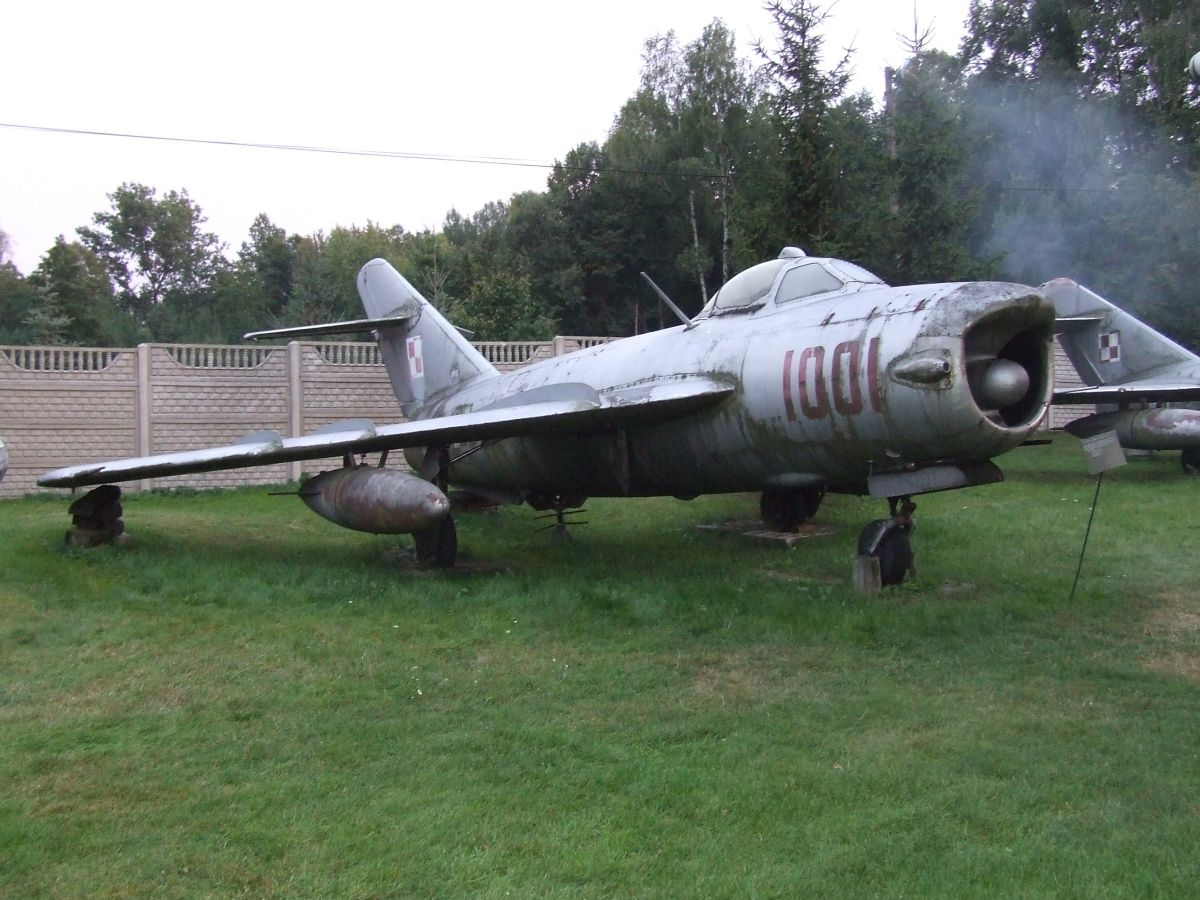
Un Lim-5P

I polacchi costruirono il loro MiG-17F Fresco C nonché il VK-F nella metà degli anni cinquanta, dopo la cessazione della produzione di Lim-2 (il MiG-15bis locale), col primo esemplare uscito di fabbrica nel novembre del 1956. Il caccia MiG-17F, costruito nella fabbrica Polskie Zakłady Lotnicze, fu designato Lim-5 e il motore, fabbricato nella fabbrica Rzeszow, Lis-5. Stranamente non sembrano mai esistiti aeroplani designati come Lim-4 o Lim-3. I primi quattro modelli usciti di fabbrica erano assemblati da pezzi forniti dai sovietici, mentre la piena produzione iniziò nel 1957.
La Polskie Zakłady Lotnicze costruì un totale di 477 Lim-5. Diversamente dal Lim-2, che servì solo nell'aviazione polacca, il Lim-5 fu esportato, particolarmente in Germania Est che ne ottenne almeno 120 esemplari.
Ciononostante l'aeronautica polacca ottenne una dozzina di intercettori MiG-17PF Fresco D dall'URSS nel 1955 e dato che il Paese aveva necessità di più intercettori, si richiese e ottenne una licenza per costruirli. Il primo Lim-5P, come fu chiamato, uscì di fabbrica nel 1959 seguito da altre centinaia di macchine per un totale di 130 esemplari. Erano l'equivalente degli ultimi modelli di PF sovietici, con il radar RP-2 Izumrud 2 e gli altri aggiornamenti. Alcuni furono anche esportati, di cui 40 in Germania Est.
La Polskie Zakłady Lotnicze, l'azienda aeronautica polacca che lo produceva su licenza, costruì anche la propria variante da supporto tattico del MiG-17F, il Lim-5M, che possedeva due serbatoi ausiliari conformali sulle ali vicino alla radice alare, doppie gomme sul carrello principale a bassa pressione per poter gestire grossi carichi e permettere operazioni da piste semipreparate, portelli dei carrelli più grandi per accomodare il nuovo carrello e un parafreno. Poteva trasportare due razziere oltre all'artiglieria tipica del MiG-17F di serie. La produzione iniziò nel 1960, nel 1961 ne erano pronti circa 60.
Il Lim-5M non era poi così popolare tra i piloti, dato che, a causa del suo peso, le prestazioni erano assai degradate. Ci furono alcuni progetti di una versione da ricognizione, il Lim-5RM, ma non arrivò mai a qualcosa di più. Si lavorò invece attorno a una variante del Lim-5M, divenuta poi Lim-6, su cui erano montati ipersostentatori soffiati (ipersostentatori del bordo d'uscita dell'ala su cui era soffiata dell'aria, spillata dal compressore del motore, per evitare il distacco della vena fluida dal dorso e quindi posticipare lo stallo) per migliorarne il decollo e l'atterraggio, e un certo numero di altri miglioramenti.
Il Lim-6 riuscì come una specie di passo indietro: i miglioramenti non miglioravano di molto le prestazioni e gli ipersostentatori soffiati erano meccanicamente irrealizzabili. Ciononostante ben 40 Lim-6 uscirono di fabbrica, ma non furono mai accettati in servizio.
Dopo tutto questo daffare la WSK-PZL essenzialmente ritornò sui propri passi, lasciando perdere il carrello biciclo e i serbatoi conformali e creando una versione da supporto tattico designata Lim-6bis. Non sembrava molto diverso da un Lim-5 qualsiasi eccetto che per il fatto che mostrava un alloggiamento per il parafreno alla base della deriva e un pilone in più non lontano dalla radice alare come il MiG-17AS. Il Lim-6bis aveva anche la possibilità di montare razzi per l'assistenza al decollo (RATO, rocket assisted take off, decollo assistito con razzi), ma questa funzione era assai raramente usata in servizio e i razzi non erano quasi mai nemmeno montati.
La produzione del Lim-6bis iniziò nel 1963, con almeno 70 modelli terminati nel 1964. Anche i Lim-5 e i Lim-6 sopravvissuti furono convertiti al nuovo modello. Uscì di fabbrica anche un certo numero di ricognitori Lim-6M che aveva una fotocamera sia in coda, sotto la fusoliera all'altezza dell'ala, sia in punta appena dietro il cannone.
I polacchi eseguirono anche altre modifiche al loro MiG-17, tra cui bersagli volanti e una versione da ricognizione detta Lim-5R simile al Lim-6M con circa 35 macchine convertite a questo modello.
Agli inizi degli anni settanta un numero di intercettori Lim-5P furono convertiti in Lim-6M d'attacco. Furono aggiornati con i piloni del Lim-6bis e con nuova avionica, fu rimosso il radar malgrado la carena dell'antenna rimanesse al suo posto. Non montavano il parafreno.
Nello stesso periodo, un piccolo gruppo di Lim-5P fu convertito nella configurazione da ricognizione tattica Lim-6MR. Questa configurazione era molto simile al Lim-6M d'attacco, eccetto per la fotocamera sotto la fusoliera e le ali.

## Utilizzatori
Afghanistan
- Afghan Republican Air Force

 Albania
- Forca Ajrore

 Algeria
- Al-Quwwat al-Jawwiyya al-Jaza'iriyya

 Angola
- Força Aérea Nacional Angolana

 Bulgaria
- Protivovăzdušna Otbrana i Voennovăzdušni Sili

 Burkina Faso
- Force Aérienne de Burkina Faso

 Cambogia
- Kangtorp Akas Khemarak Phumin

Operò con 16 esemplari, 5 MiG-17 e 11 Shenyang J-5, provenienti dall'Unione Sovietica e dalla Cina tra il 1967 e il 1968, in seguito tutti distrutti al suolo nel 1971.
 Repubblica Khmer
- Khmer Air Force

 Kampuchea Democratica
- Kampuchean Revolutionary Army

 Cina
- Zhongguo Renmin Jiefangjun Kongjun
- Zhōngguó Rénmín Jiěfàngjūn Hǎijūn Hángkōngbīng

 Rep. del Congo
- Armée de l'Air du Congo

 Corea del Nord
- Chosŏn Inmin Kun Konggun

139 FT-5 di costruzione cinese consegnati, 25 in servizio al novembre 2018.
 Cuba
- Defensa Anti-Aérea y Fuerza Aérea Revolucionaria

 Cecoslovacchia
- Češkoslovenske Vojenske Letectvo

 Germania Est
- Luftstreitkräfte und Luftverteidigung der Deutschen Demokratischen Republik

 Egitto
- El Qūwāt El Gawīyä El Maṣrīya

 Etiopia
- Ye Ithopya Ayer Hayl

 Guinea
- Force Aérienne de Guinée[5]

 Guinea-Bissau
- Força Aérea da Guiné-Bissau

Benché ancora formalmente in servizio, si ritiene non siano in condizioni di volo.
 Guinea Equatoriale
- Fuerza Aérea de Guinea Ecuatorial

4 MiG-17F Fresco-C consegnati.
 Indonesia
- Tentara Nasional Indonesia Angkatan Laut

 Iraq
- Al-Quwwat al-Jawwiyya al-'Iraqiyya

 Jugoslavia
- Jugoslovensko ratno vazduhoplovstvo i protivvazdušna odbrana

 Madagascar
- Armée de l'air Malgache

 Mali
- Force aérienne de la République du Mali

5 MiG-17F consegnati negli anni sessanta.
 Mongolia
- Agaaryn Dovtolgoonoos Khamgaalakh Tsergiyn Komandlal

 Marocco
- Aeronautica militare del Marocco

  Mozambico
- Força Aérea de Moçambique

 Nigeria
- Nigerian Air Force

 Pakistan
- Fi'saia Pakistana

Operò con i JJ-5 cinesi fino alla loro sostituzione con i K-8P; l'ultimo esemplare fu ritirato il 5 gennaio 2012.
 Polonia
- Wojska Lotnicze
- Lotnictwo Marynarki Wojennej

  Romania
- Forţele Aeriene ale Republicii Populare Română, poi
- Forţele Aeriene ale Republicii Socialiste Română

 Somalia
- Aeronautica militare somala

In data sconosciuta la Somalia ricevette 30, o secondo altre fonti circa 50 MiG-17, che utilizzò durante la guerra dell'Ogaden. Dal 20 luglio al 1º settembre 1977, 13 aerei da combattimento furono abbattuti. Alla fine del conflitto l'aeronautica somala si presume avesse in carico ancora 37 esemplari. Benché tutti a terra durante la guerra civile somala, sono ancora formalmente in servizio anche se custoditi in un deposito.
 Sri Lanka
- Aeronautica militare dello Sri Lanka

Rimossi dal servizio dopo la rivolta del Janatha Vimukthi Peramuna (JVP) del 1971, ora conservati ed esposti al pubblico allo SLAF Ratmalana museum.
 Siria
- Al-Quwwat al-Jawwiyya al-'Arabiyya al-Suriyya

 Stati Uniti
- Precedentemente utilizzato per la valutazione nell'aeronautica degli Stati Uniti, tuttavia nel gennaio 2014 un esemplare mimetizzato è stato visto operare vicino a Edwards AFB, forse come veicolo di addestramento presso la scuola pilota di prova dell'USAF, dove i MiG-15 vengono regolarmente utilizzati.

 Uganda
- Ugandan Air Force

Operò con alcuni esemplari ex cecoslovacchi ma si ritiene fossero non operativi per difficoltà nella loro manutenzione.
 Ungheria
- Magyar Néphadsereg légiereje
- Magyar légierő

 Unione Sovietica
- Voenno-vozdušnye sily
- Vojska protivovozdušnoj oborony
- Aviacija voenno-morskogo flota

 Vietnam
- Không Quân Nhân Dân Việt Nam

 Yemen del Nord
- Yemen Arab Republic Air Force

## Esemplari attualmente esistenti
Alla soglia degli anni duemilaventi sono numerosi gli esemplari di MiG-17 sopravvissuti, acquistati dopo la dissoluzione dell'Unione Sovietica e la radiazione per obsolescenza da parte delle varie aeronautiche militari dell'ex blocco sovietico e nazioni filocomuniste della fine del XX secolo ed esposte nella quasi totalità dei casi in musei aeronautici di tutto il mondo. Solo qualche esemplare continua a essere in condizioni di volo, utilizzato in manifestazioni aeree dai loro proprietari, tra i quali si citano i MiG-17 nelle versioni F e PF di proprietà Fighter Jets Inc.
Tra i vari esemplari esposti al pubblico in strutture museali si elencano:
- Il MiG-17 situato presso il Museum of Flight, nelle strutture dell'Aeroporto Internazionale di King County, Tukwila. L'esemplare, un MiG-17F ex aeronautica militare del Marocco, è esposto con la livrea della nordcoreana Chosŏn Inmin Kun Konggun.[15]
- Due Mig-17F con marche 442 e 444 e due MiG-17PF con marche 0904 e502 conservati al Museo dell'aviazione di Bucarest[16].

Ai quali si affiancano i Lim di produzione polacca:
- Il Lim-6R/MiG-17F Fresco C situato presso il Combat Air Museum, nelle strutture del Forbes Field, Topeka, Kansas. L'esemplare, originariamente con matricola militare 1J 06-11 (Red 611) della polacca Wojska Lotnicze, era un Lim-5 convertito in seguito allo standard Lim-6R da ricognizione, ed è alla data di consultazione del sito, in manutenzione.[17]
- Il WSK-PZL Mielec Lim-6 bis situato presso il Parco Tematico & museo dell'aviazione di Rimini. L'esemplare è esposto con l'originale matricola militare (Red 212) della polacca Wojska Lotnicze.[18]

### Annotazioni
1. ↑  La denominazione del "costruttore" risulta scritta in modo diverso da quella del "progettista" poiché nel secondo caso la traslitterazione del cognome è effettuata secondo il sistema "ISO 9", impiegato come sistema standard convenzionale nelle pagine di Wikipedia in lingua italiana.

### Fonti
1. ↑  (EN) Andreas Parsch e Aleksey V. Martynov, Designations of Soviet and Russian Military Aircraft and Missiles, su Designation-Systems.net, http://www.designation-systems.net, 2 luglio 2008. URL consultato il 9 ottobre 2011.
2. ↑  Goebel 2019, The Mikoyan MiG-17.
3. ↑  Conboy 1989, p. 20.
4. ↑  "Le forze aeree del mondo. Corea del Nord" - "Aeronautica & Difesa" N. 385 - 11/2018 pag. 68
5. ↑   Copia archiviata, su forms.flightglobal.com. URL consultato il 16 agosto 2020 (archiviato dall'url originale il 19 ottobre 2017).
6. ↑  "Le forze aeree del mondo. Guinea Equatoriale" - "Aeronautica & Difesa" N. 417 - 07/2021 pag. 66
7. ↑  "Le forze aeree del mondo. Mali" - "Aeronautica & Difesa" N. 442/443 - 8/9 2023 pag. 68
8. ↑  "FT-5 Retired by Pakistan". Air International. March 2012, p. 16.
9. ↑   Arms Trade Register, su armstrade.sipri.org, SIPRI. URL consultato il 24 giugno 2012 (archiviato dall'url originale il 14 aprile 2010).
10. ↑   Manuele Serventi Merlo, La guerra dell’Ogaden tra Etiopia e Somalia (1977-1978): le premesse storiche e politiche del conflitto, su difesaonline.it, 3 maggio 2017. URL consultato il 16 agosto 2020.
11. ↑  (EN) Jan Josef Šafařík, Ogaden War (Ethiopian-Somalia Conflict) 1977-1978: Ethiopia, su Air Aces, 3 marzo 2020. URL consultato il 16 agosto 2020.
12. ↑   Trade Registers, su armstrade.sipri.org. URL consultato il 20 giugno 2013 (archiviato dall'url originale il 14 aprile 2010).
13. ↑  (EN) fighterjets.com,  http://www.fighterjets.com/. URL consultato il 16 agosto 2020.
14. ↑  (EN) Fighter Jets Inc: MiG-17 [collegamento interrotto], su dover.af.mil. URL consultato il 16 agosto 2020.
15. ↑  (EN) Mikoyan-Gurevich MiG-17, su museumofflight.org. URL consultato il 16 agosto 2020.
16. ↑   Riccardo Braccini, Il Museo dell'Aviazione di Bucarest, in jp4 mensile di Aerounautica e Spazio, n. 11, novembre 2010,  pp. 82 a.
17. ↑  (EN) (Mikoyan-Gurevich) Polish Lim-6R (MiG-17F) Fresco C, su combatairmuseum.org. URL consultato il 16 agosto 2020.
18. ↑   MiG-17 (Lim-6 bis) “Fresco”, su museoaviazione.com. URL consultato il 16 agosto 2020.